# (35887) 1999 JH80
1999 JH80 (asteroide 35887) é um asteroide da cintura principal. Possui uma excentricidade de 0.18729670 e uma inclinação de 8.69264º.
Este asteroide foi descoberto no dia 12 de maio de 1999 por LINEAR em Socorro.